# Plumularia caulitheca
Plumularia caulitheca är en nässeldjursart som beskrevs av Fewkes 1881. Plumularia caulitheca ingår i släktet Plumularia och familjen Plumulariidae. Inga underarter finns listade i Catalogue of Life.